# Canadian Bank of Commerce

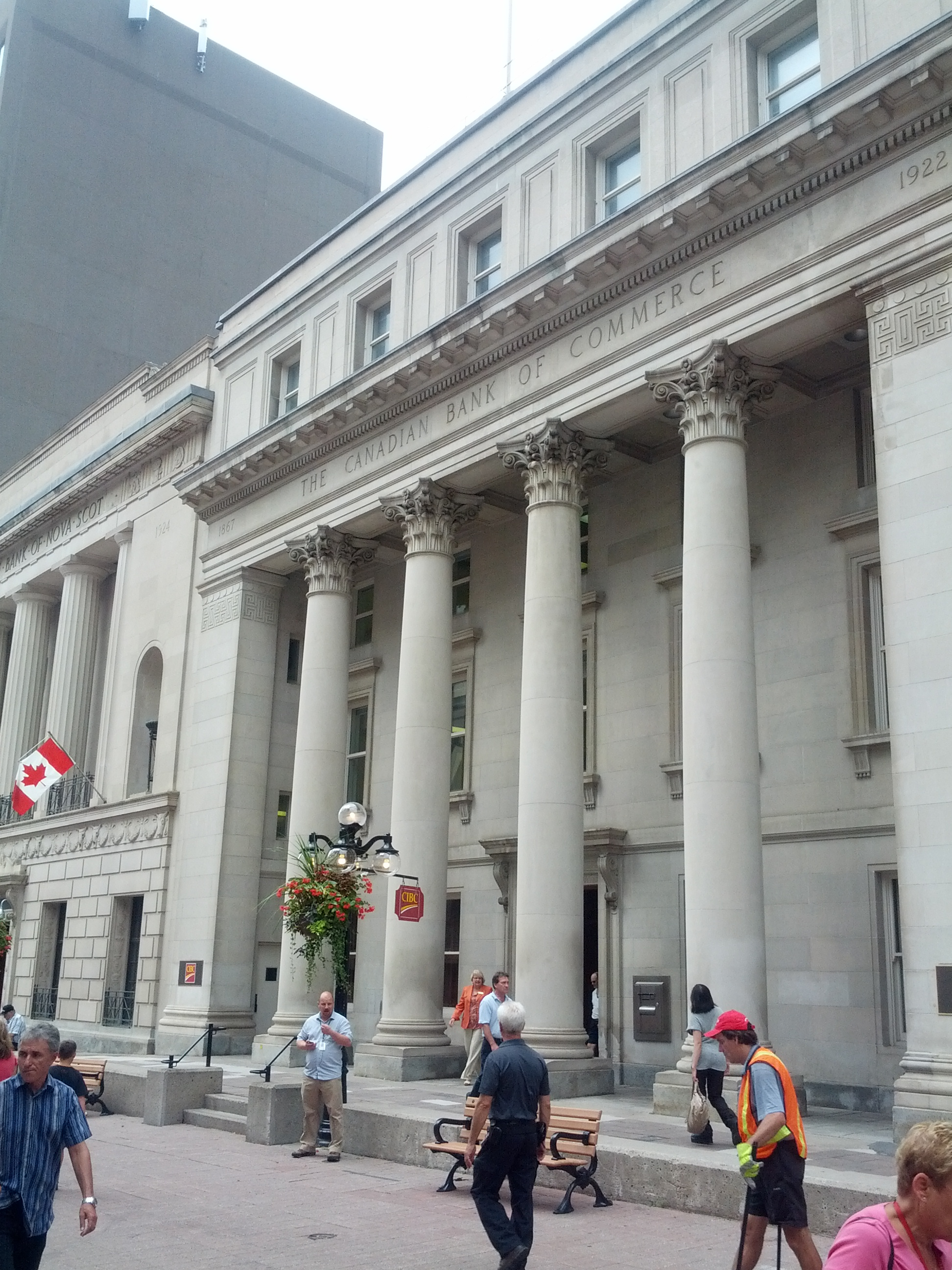
Agência em Ottawa.

O Canadian Bank of Commerce foi um banco canadense criado em Toronto em 1867 por William McMaster.
Foi fundido em 1961 com o Imperial Bank of Canada para formar o Canadian Imperial Bank of Commerce.